# ソナタ・アークティカ
ソナタ・アークティカ（Sonata Arctica）は、フィンランド・ラッピ州・ケミで結成されたパワーメタルバンド。日本では「ソナタ」と呼ばれることが多い。

## 歴史
1995年、ハードロックバンドTricky Beansとして結成される。翌年トニー・カッコ (Vo)が加入、Tricky Meansとバンド名を変更。
1999年、4曲のデモ『Fullmoon』を制作後、スパインファーム・レコードと契約しSonata Arcticaに改名。同年秋、1stアルバム『Ecliptica』発表。
2000年3月、1stアルバム『Ecliptica』日本版が発売される。同年4月からストラトヴァリウスの『INFINITE』ツアーにラプソディーと共に参加し、ヨーロッパ各地で公演を行う。その後、ベーシストのヤンネ・キヴィラフィティが個人的な理由で脱退。後任に、Tricky Means時代にギタリストとして在籍していたマルコ・パーシコスキがベーシストとして再加入。
2002年9月、キーボーディストのミッコ・ハルキンが諸事情により脱退。バンドは後任メンバーのオーディションを行い、「レクイエム」と「サイレント・ヴォイシズ」に在籍するヘンリク・クリンゲンベリが加入。
2007年5月UNIA発表後、8月にヤニ・リーマタイネンが兵役に関する問題で脱退（正確には解雇）。後任にエリアス・ヴィルヤネンが加入。
2013年8月、マルコ・パーシコスキが脱退。後任には、ウィンターボーン、サイレント・ヴォイシズ、レクイエムで活動経験のある、パシ・カウッピネンが加入した。

## 音楽的特徴
活動初期はハードロックバンドであったが、当時活躍していた同郷のストラトヴァリウスからの影響を受け、クラシカルなキーボードを大々的に取り入れ、叙情的なメロディと共に疾走するパワーメタルバンドとなる。「以前から知ってはいたけど興味はなかった。でもヴィジョンズ(1997年のアルバム)を聞いて衝撃を受けて、それで同じようなヘヴィメタルをやることになったんだ。」とメンバーは語っている。
音楽評論家の和田誠がロイヤル・ハントのメンバー、アンドレ・アンダーセンに当バンドの音源を聴かせたところ、アンドレは『僕たち（ロイヤル・ハント）とストラトヴァリウスをミックスさせた様な音だね』と感想を述べている。
3rdアルバム『Winterheart's Guild』の頃からジャーマンメタル風の疾走曲の傾向は後退し、疾走感のある曲であっても、分厚いコーラスで荘厳さを演出するなどの工夫が見受けられるようになった。作詞作曲はトニー・カッコが全て手がけてきたが、4thアルバム『Reckoning Night』では、初めてギタリストであるヤニ・リーマタイネンが作曲するなど、作風は広がりを見せた。
2007年発売のUNIAからの楽曲はスピードを抑え、プログレやシンフォニックさを加えた方向性を模索し、THE DAYS OF GRAYSで確立させている。だが、2016年のTHE NINTH HOURではややパワーメタルに回帰したようなサウンドになった。

## メンバー

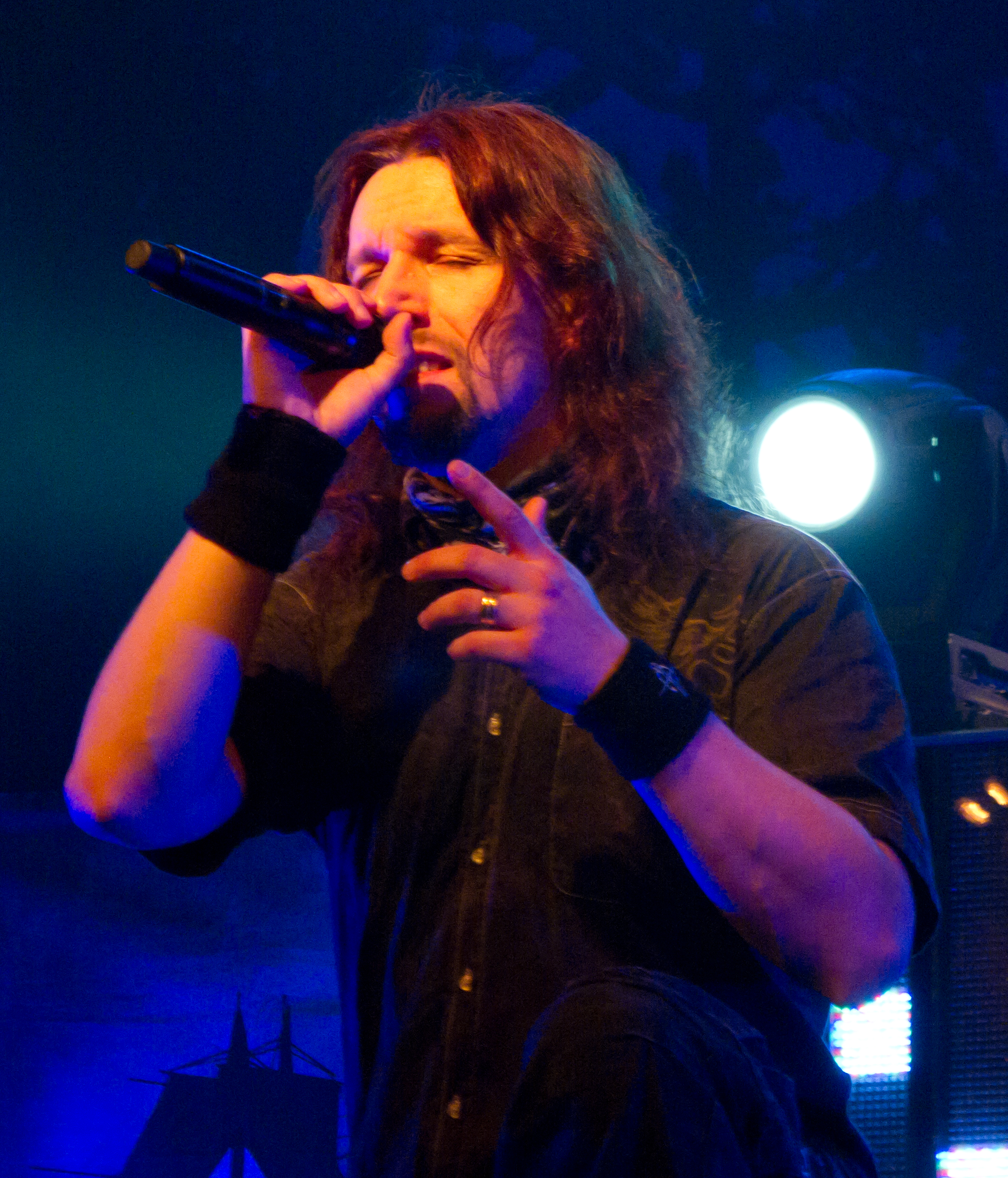
トニー・カッコ

- Toni "Tony" Kristian Kakko トニー・カッコ (Vo) 1996年～、(Key) 1996年～2000年　バンドのメインコンポーザー。バンドへは1996年のTricky Means改名時に加入。
- Tommi "Tommy" Tapani Portimo トミー・ポルティモ (Dr) 1995年～　バンド創成期からのオリジナルメンバー。ブロンドの長髪が特徴。
- Henrik Klingenberg ヘンリク・クリンゲンベリ(Key) 2003年～　ライブではローランド社のKeytar（ショルダーキーボード）を使用し、コーラスも担当する。
- Elias Viljanen エリアス・ヴィルヤネン (G) 2007年～　ヤニの後任として加入。メインギターはESP。
- Pasi Kauppinen パシ・カウッピネン (B) 2013年～

## 元メンバー

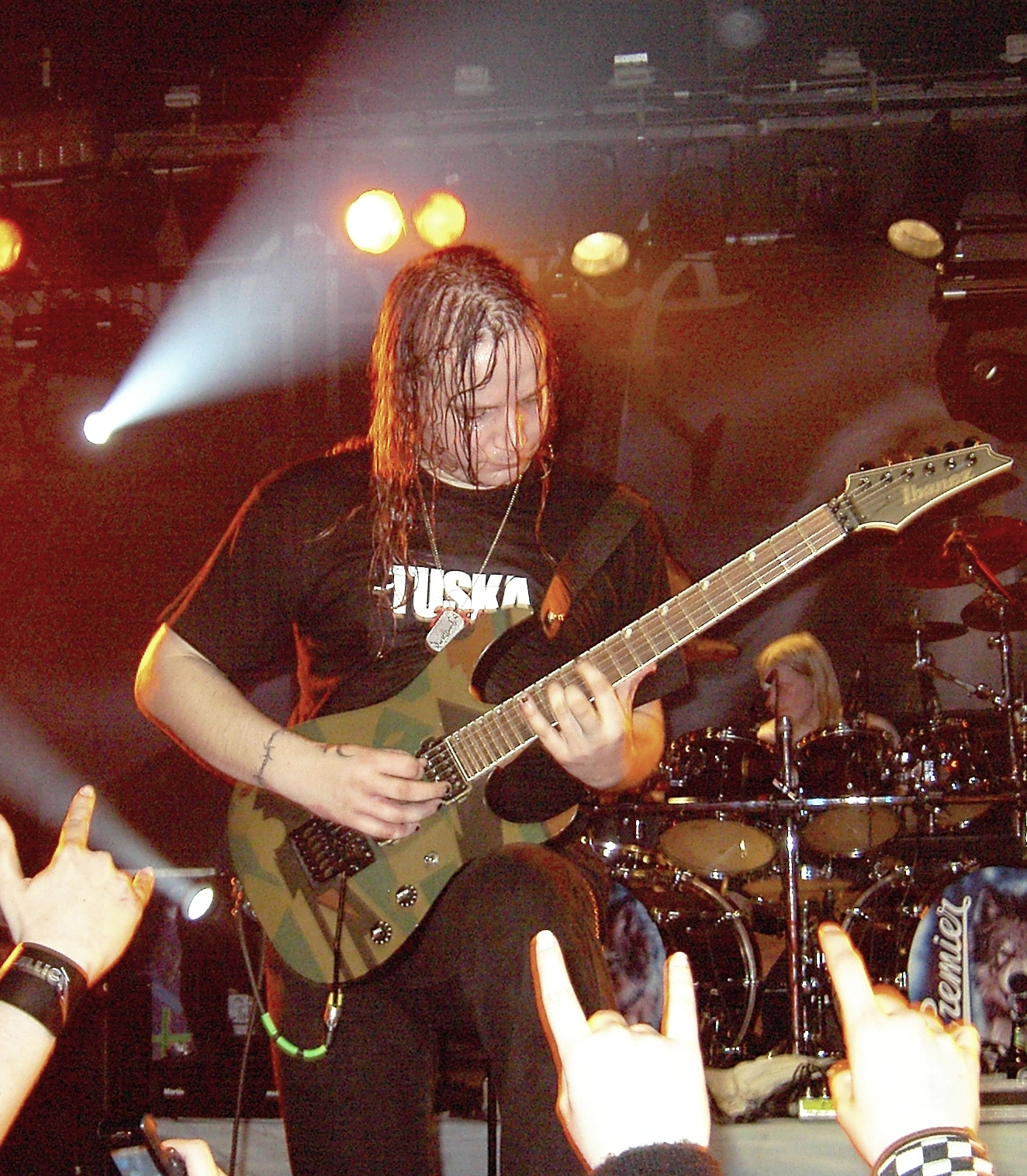
ヤニ・リーマタイネン

- Jani Allan Kristian Liimatainen ヤニ・リーマタイネン (G) 1995年～2007年

　バンド創生メンバーの一人。テクニカルなギタープレイを得意とする。
- Marko Juhani Paasikoski マルコ・パーシコスキ (B) 1995年～1996年, 2000～2013年、(G) 1996年～1998年

　バンド創生メンバーの一人。メジャーデビュー前にはギターを担当する時期もあった。
- Pentti Peura ペンティ・ペウラ (B) 1996年～1998年
- Janne Heikki Ensio Kivilahti ヤンネ・キヴィラフィティ (B) 1998年～2000年
- Mikko Sakari Härkin ミッコ・ハルキン (Key) 2000年～2002年

## 作品

### アルバム
- 1999年 エクリプティカ - Ecliptica
- 2001年 サイレンス - Silence
- 2003年 ウインターハーツ・ギルド - Winterheart's Guild
- 2004年 レコニング・ナイト - Reckoning Night
- 2007年 ウニア〜夢記(ゆめのしるし) - Unia
- 2009年 ザ・デイズ・オヴ・グレイズ - The Days Of Grays
- 2012年 ストーンズ・グロウ・ハー・ネーム - Stones Grow Her Name
- 2014年 パライアズ・チャイルド - Pariah's Child
- 2014年 エクリプティカ-リヴィジテッド〜15thアニバーサリー・エディション - Ecliptica-Revisited 15th Anniversary Edition
- 2016年 ナインス・アワー - The Ninth Hour
- 2019年 タルヴィユエ〜冴ゆる宵闇 - Talviyö
- 2022年 アコースティック・アドヴェンチャーズ Volume One - Acoustic Adventures Volume One
- 2022年 アコースティック・アドヴェンチャーズ Volume Two - Acoustic Adventures Volume Two
- 2024年 クリア・コールド・ビヨンド - Clear Cold Beyond

### ベスト・アルバム
- 2005年 The End Of This Chapter（ジ・エンド・オヴ・ディス・チャプター〜ベスト・オヴ・ソナタ・アークティカ）
- 2006年 The Collection (フィンランド国内でのみ発売)
- 2008年 Deliverance
- 2018年 The Harvests 2007-2017

### ライブ・アルバム
- 2002年 ソングス・オヴ・サイレンス・ライヴ・イン・TOKYO - Songs Of Silence Live In Tokyo
- 2006年 フォー・ザ・セイク・オヴ・リヴェンジ~レコニング・ナイト・ジャパン・ツアー2005 - For The Sake Of Revenge
- 2011年 ライヴ・イン・フィンランド - Live In Finland

### ミニ・アルバム
- 2000年 Successor
- 2001年 Orientation
- 2003年 Takatalvi

### シングル
- 1999年 UnOpened
- 2001年 Wolf & Raven
- 2001年 Last Drop Falls
- 2001年 Live At Provinssirock Festival
- 2003年 Victoria's Secret
- 2003年 Broken
- 2004年 Don't Say A Word
- 2004年 My Selene
- 2004年 Shamandalie
- 2006年 Replica 2006
- 2007年 Paid In Full
- 2009年 The Last Amazing Grays
- 2009年 Flag In The Ground

### 映像作品
- 2006年 For The Sake Of Revenge

## 関連バンド
- Altaria / Jani Liimatainen
- Requiem / Henrik Klingenberg
- Silent Voices / Henrik Klingenberg
- Kenziner / Mikko Härkin
- Wingdom / Mikko Härkin
- Kotipelto / Mikko Härkin
- Divinefire / Mikko Härkin

## 日本公演
- 2001年
- 2003年
- 2004年 IRON MAIDEN FESTIVAL
- 2005年
- 2007年
- 2008年 LOUD PARK 08
- 2010年
- 2012年 LOUD PARK 12
- 2013年
- 2015年